# Johann Perger (Bildhauer)
Johann Perger (auch Berger; * 1729 in Stilfes; † 23. September 1774 in Toblach) war ein österreichischer Bildhauer am Übergang von Spätbarock zum Klassizismus.

## Leben

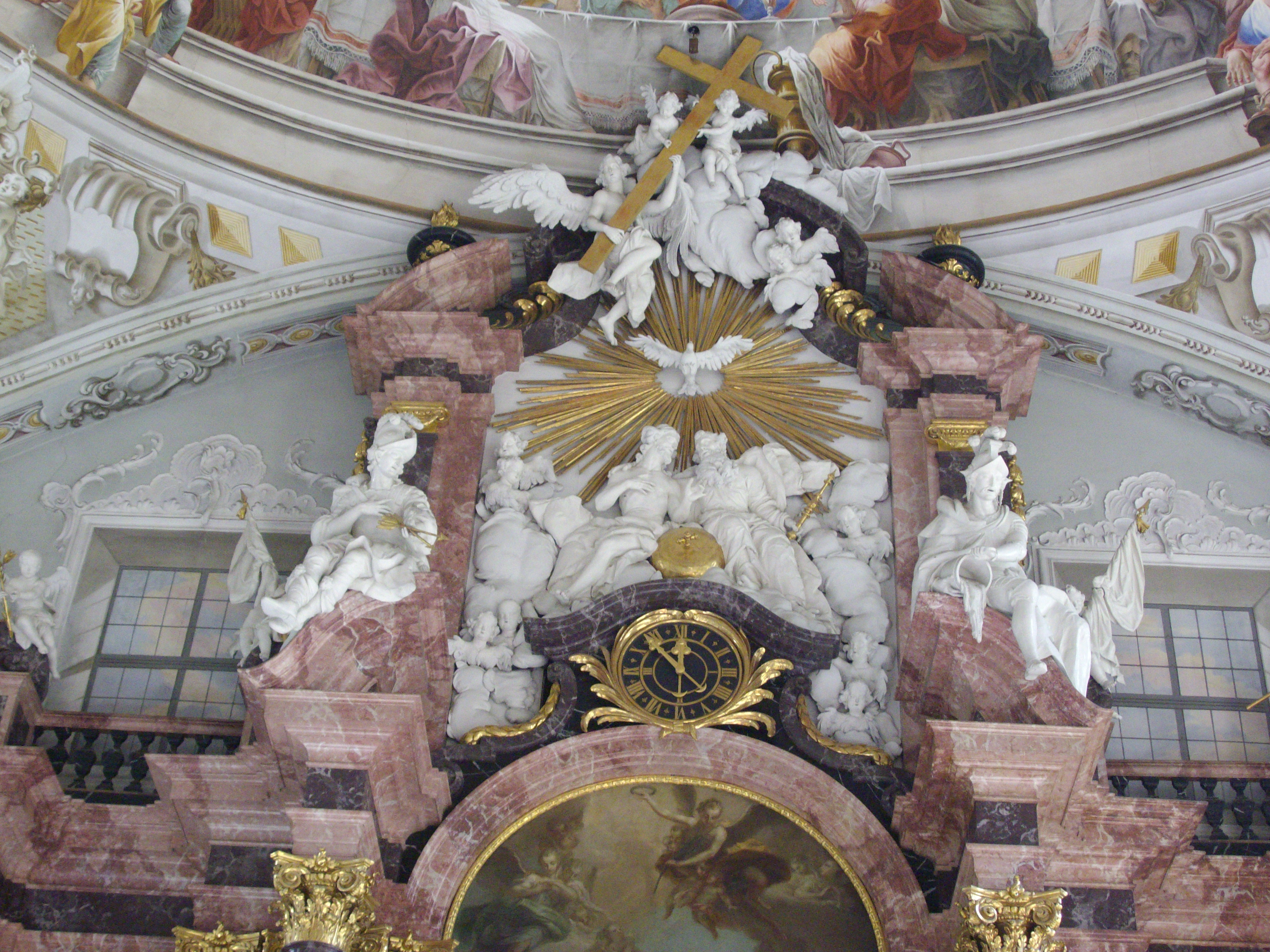
Hl. Dreifaltigkeit im Auszug des Hochaltars, Pfarrkirche Neustift im Stubaital

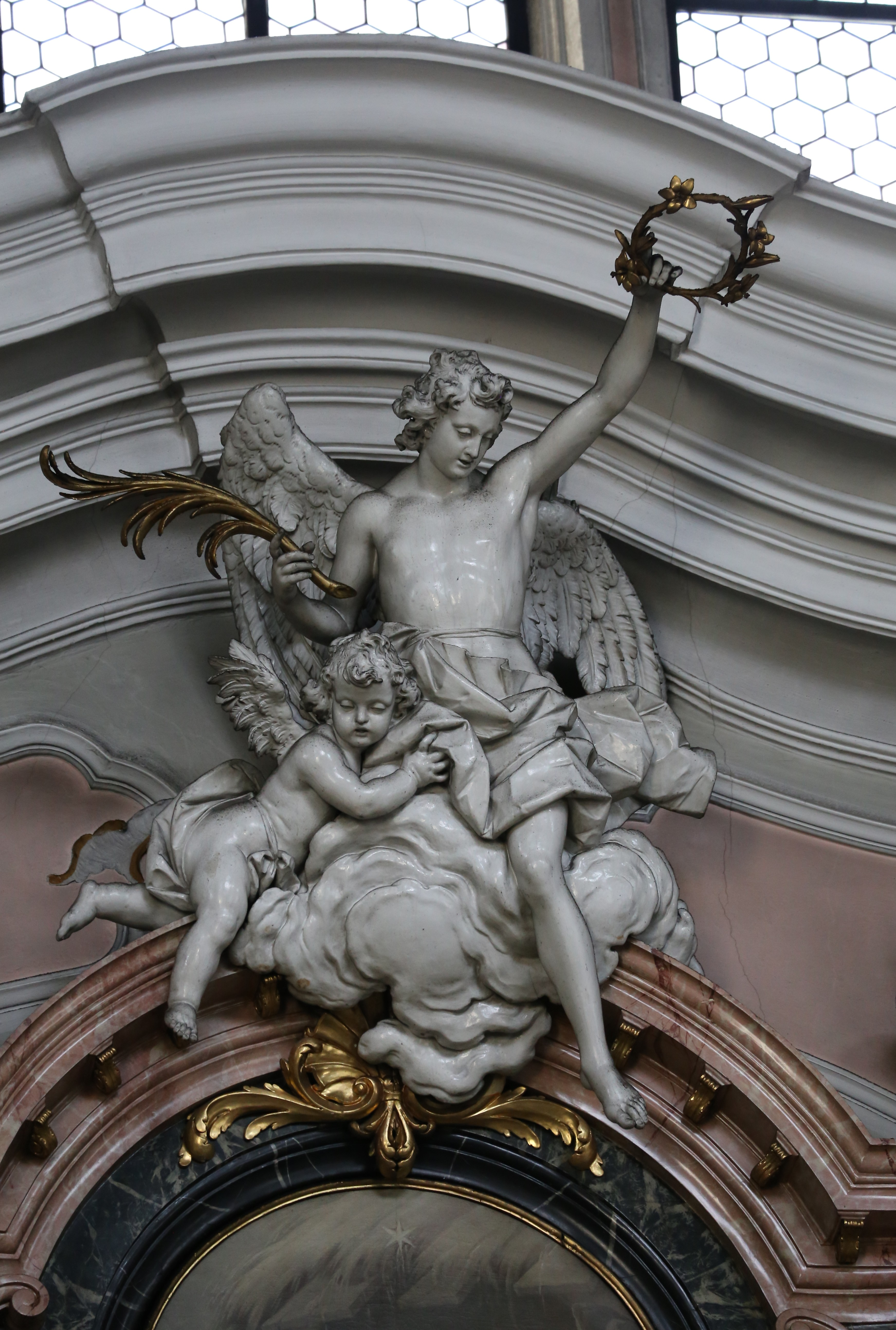
Engelsstatue am Giebel des linken Seitenaltars, Pfarrkirche Toblach

Perger erhielt seine Ausbildung beim Bildhauer Anton Ferner im Passeier sowie in Augsburg. Anschließend lebte er in Tirol und Salzburg, 1760 wurde er in die Akademie der bildenden Künste Wien aufgenommen. Danach war er wieder in Tirol als Bildhauer, hauptsächlich in Holz, tätig und schuf zahlreiche Statuen für Kirchen, insbesondere im Wipptal und seinen Seitentälern. Er starb 1774 während der Arbeit an der Ausstattung der Pfarrkirche Toblach. Pergers Werke sind einerseits vom Stil der süddeutschen Rokokoplastik, andererseits vom Klassizismus der Wiener Akademie beeinflusst.
In Toblach wurde die Johann-Perger-Straße nach ihm benannt.

## Werke
- Statuen am Hochaltar, Pfarrkirche St. Michael, Brixen, um 1755
- Statuen, Pfarrkirche Obernberg am Brenner, um 1760 (zugeschrieben)[2]
- Hochaltar, Pfarrkirche Schönberg im Stubaital, 1761[2]
- Seitenaltäre, Pfarrkirche Mieders, 1762[2]
- Statuen an den Altären, Pfarrkirche Steinach am Brenner, um 1763/1765 (nicht mehr vorhanden)[3]
- Statuen, Pfarrkirche Ridnaun, um 1768
- Skulpturen und Reliefs am Hochaltar, Pfarrkirche Neustift im Stubaital, 1773[4]
- Statuen an den Seitenaltären, Tabernakelaufbau, Reliefs an der Tabernakeltür und der Altarmensa, Pfarrkirche Toblach, 1774[1]
- Statuen Hll. Peter und Paul an der Brüstung der Empore der Neuen Pfarrkirche Navis